# (32650) 4070 P-L
4070 P-L (asteroide 32650) é um asteroide da cintura principal. Possui uma excentricidade de 0.12158440 e uma inclinação de 3.03297º.
Este asteroide foi descoberto no dia 24 de setembro de 1960 por Cornelis Johannes van Houten e Ingrid van Houten-Groeneveld e Tom Gehrels em Palomar.